# Amédée Bonnet
Pour les articles homonymes, voir Bonnet.
Amédée Bonnet, né le 20 mars 1809 à Ambérieu (Ain) et mort le 2 décembre 1858 à Lyon, est un médecin français, chirurgien de l'Hôtel-Dieu de Lyon, membre de l'Académie de médecine. Il est l'un des précurseurs de la chirurgie orthopédique.

## Biographie

### Naissance et environnement familial
Amédée Bonnet est né à Ambérieu (Ain) le 20 mars 1809. Après des études au collège de Belley (Ain), il s’installe à Lyon où il obtient en 1825 le titre de bachelier ès lettres, puis à Grenoble où il décroche le baccalauréat ès sciences.
Son père Joseph Bonnet (1760-1839) est médecin, juge de paix et percepteur à Ambérieu. 
Il est apparenté à la puissante famille bugiste Bonnet. En effet, son cousin germain Claude-Joseph a fondé les Établissements C.J. Bonnet dont le rayonnement est international.

### Études
Amédée s’oriente vers la médecine ; à l'issue d’une année préparatoire à Lyon, il gagne la capitale[Laquelle ?] où il est accueilli par le Docteur Richerand, chirurgien à l'hôpital Saint-Louis et ami du père d'Amédée : externe des Hôpitaux de Paris en 1827, interne en 1828 (il est major de la promotion et n'a alors que 19 ans), il obtient en 1831 le Grand Prix, la médaille d’or de l’École pratique. Cette distinction attire l'attention sur lui, en particulier celle d'Armand Trousseau qui le choisit comme collaborateur.
Le 18 août 1832, il soutient sa thèse de doctorat intitulée Recherches sur quelques points de physiologie et de pathologie, tels que la surdité, les luxations, le mouvement des côtes, le siège des rhumatismes. Il la dédie non seulement à Trousseau,  mais aussi à Richerand et Récamier qui l'ont aidé au cours de ses études.

### Chirurgien de l'Hôtel-Dieu de Lyon
Muni de son diplôme de docteur en médecine, Amédée Bonnet continue à étudier à Paris, lorsque le poste de chirurgien-major de l’Hôtel-Dieu de Lyon est mis au concours 
En mai 1833, à l’issue des épreuves, Bonnet est nommé chirurgien aide-major de l’Hôtel-Dieu, pour remplacer M. Bajard dont les fonctions prenaient fin le 31 décembre 1837.
Lors de la deuxième révolte des canuts en 1834, ce jeune chirurgien aide-major brave l'interdiction de quitter l'Hôtel-Dieu pour aller soigner les insurgés blessés, réfugiés dans l'église Saint-Bonaventure. Il y reste deux jours avant de s'opposer à l'entrée des soldats dans l'église.
Chirurgien-major depuis le 1er janvier 1838, il est nommé à la même date professeur de clinique chirurgicale à l’École Préparatoire de Lyon ; malgré une intense activité chirurgicale et les obligations liées à ses cours, il publie de nombreux mémoires, dont : 
- en 1839 :
  - « Fractures du col du fémur et de l’humérus »,
  - « Cure radicale des varices  »,
- en 1842 : « Lithotritie ».

À la suite de ses fonctions de chirurgien-major en 1843, il poursuit son activité hospitalière en qualité de professeur de clinique chirurgicale et cela jusqu'à sa mort en 1858. Il a une passion pour l'enseignement « /.../ personne ne se lassait d’un enseignement toujours préparé avec soins, clair, méthodique et dans lequel on récolte sans fatigue le fruit d’une raison supérieure et d’une vaste expérience (J. Garin). »
À l’issue d’un séjour à Naples en 1858 à l’invitation de l’un de ses confrères, le professeur Palacciano, il ressent de premières douleurs lombaires, prémices d'une paraplégie. À la nouvelle de la maladie d'Amédée Bonnet, le maréchal de Castellane, gouverneur de la ville dont le quartier général se trouve être proche du domicile du médecin, fait étendre de la paille dans les rues avoisinantes pour assourdir le bruit des sabots des chevaux et supprimer les sonneries du clairon du salut aux couleurs. Le malade trouve la force de signer sa lettre de remerciements le 26 novembre. Amédée Bonnet meurt à 49 ans, le 2 décembre 1858, à Lyon.
Les journaux scientifiques consacrent des articles au chirurgien disparu, des éloges sont prononcés dans les sociétés savantes dont il est membre.

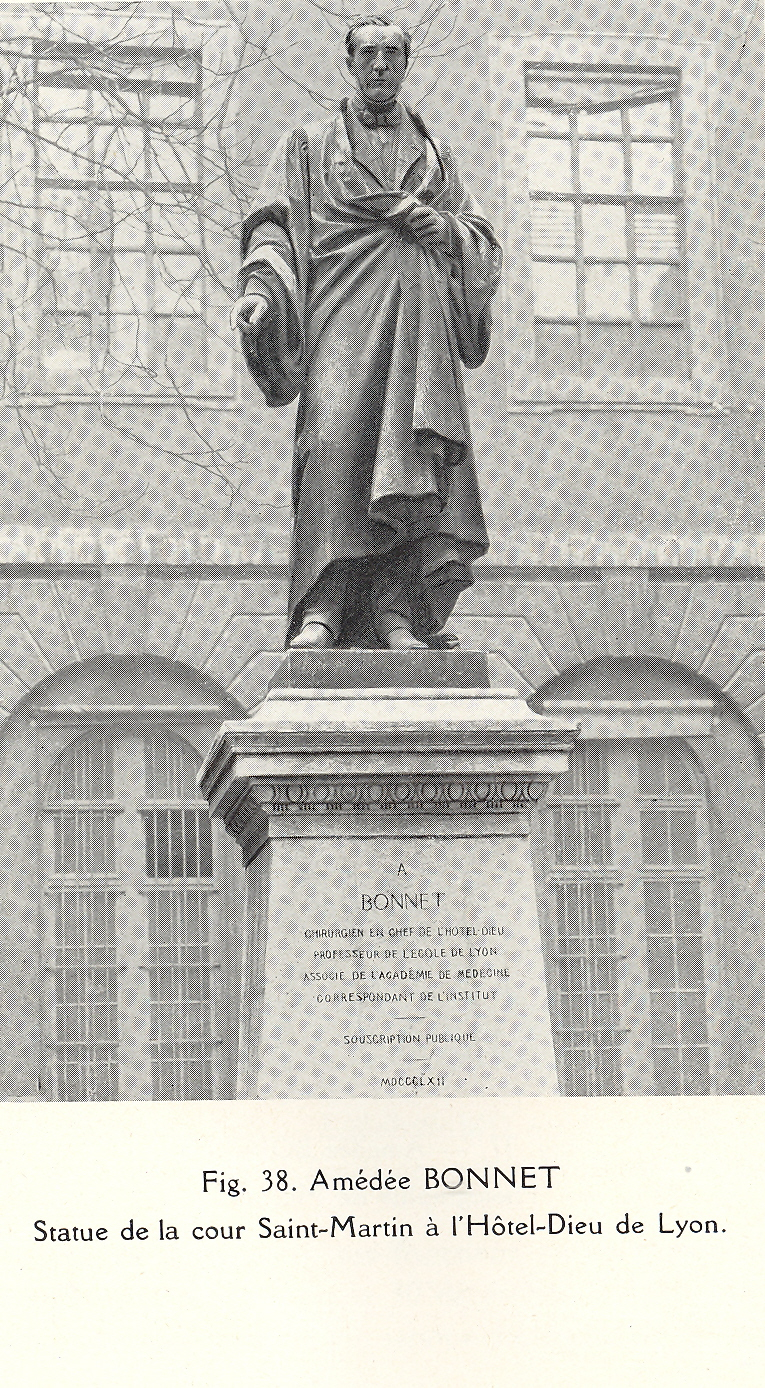
Statue d'Amédée Bonnet.

Une souscription publique est ouverte pour élever un monument à sa mémoire : le 2 juillet 1862, une statue en pied d’Amédée Bonnet est inaugurée dans la cour Saint-Martin de l'Hôtel-Dieu[Où ?], réalisée par le sculpteur Guillaume Bonnet (1820-1873). En 2018, son nom est donné à une place de l'Hôtel-Dieu sur laquelle se trouve sa statue. Le 6 juin 1909, une plaque commémorative est apposée sur sa maison natale d'Ambérieu. Un buste du médecin est disposé en mairie de ladite commune.
Un médaillon en plâtre à son effigie, réalisé en 1857 par le sculpteur François(-)Félix Roubaud, est conservé au musée des Beaux-Arts de Lyon.

## Distinctions
- Chevalier de la Légion d'honneur (1847)

## Publications
Son premier ouvrage important est publié en 1841 : « Traité des sections tendineuses et musculaires ». Ce traité fait sensation à l’époque, car il évoque la possibilités de traiter des pathologies qui ne menacent pas l’existence et qui sont considérées jusqu’alors au-delà des ressources thérapeutiques, ce qui est le cas du strabisme, des pieds bots ou des déformations des genoux.
C’est à partir de 1843, dégagé de plusieurs fonctions, qu’il élabore ses ouvrages sur les « maladies articulaires » ; le premier de ces ouvrages lui vaut la croix de chevalier de la Légion d’Honneur (25 avril 1847), le second est couronné par l’Académie des Sciences et lui permet d’obtenir le titre de membre correspondant de l’Institut le 23 avril 1854, y succédant ainsi à Mathieu Orfila. Ses travaux, en particulier ceux concernant les immobilisations articulaires, jettent la base de la chirurgie orthopédique ; Louis Léopold Ollier (1830-1900), qui est considéré comme le créateur de la chirurgie orthopédique moderne, fut l’un de ses élèves. 
Il publie de nombreux articles dont « Influence des lettres et des sciences sur l’éducation », en janvier 1855 : « Du vrai au bien dit-il, il n’y a qu’un pas, tant le rapprochement est intime entre ce qui éclaire notre esprit et ce qui moralise notre cœur » : cette pensée éclaire les nobles aspirations de toute sa vie et il qualifie cette partie de son œuvre de « médico-morale ». Un second discours, daté de juin 1858 (« De l’oisiveté de la jeunesse dans les classes riches ») constitue un avertissement à la jeunesse dorée et « nul n’a mieux prouvé que là où la vie est oisive, il y a des risques d’instabilité et de ruine (M. Patel). »

## Sociétés savantes
Membre correspondant de l’Académie Royale de Médecine depuis 1840, il devient associé national de l’Académie Impériale de Médecine le 16 août 1857. En août 1858, la Société de Chirurgie de Paris le nomme membre correspondant.
Bonnet est élu président de l’Académie des sciences, belles-lettres et arts de Lyon en 1856 et 1857. Il est membre correspondant ou associé de diverses sociétés savantes européennes.